# Hypericum wardianum
Hypericum wardianum är en johannesörtsväxtart som beskrevs av N.Robson. Hypericum wardianum ingår i släktet johannesörter, och familjen johannesörtsväxter. Inga underarter finns listade i Catalogue of Life.